# Yattendon
Yattendon est un village et une paroisse civile située à onze kilomètres au nord-est de Newbury dans le Berkshire, dans le Sud de l'Angleterre. 